# Tomáš Budník
Tomáš Budník (* 6. října 1969) je český manažer, který v oboru telekomunikací pracuje víc než dvacet let. V letech 2014-17 byl generální ředitel společnosti O2 Czech Republic a od 7. ledna 2015 i předseda představenstva. Pod jeho vedením firma začala nabízet nové služby, například O2 TV FREE, O2 TV Fotbal, O2 TV Tenis, O2 info atd. V roce 2020 založil investiční skupinu Thein 

## Přehled činnosti
Po absolvování studia na katedře automatizační techniky a řízení Fakulty strojní VŠB-TU Ostrava působil ve funkcích:
- 1994-99: spoluzakladatel a obchodní ředitel firmy INEC s.r.o., kterou koupila skupina GTS
- 1999-2002: obchodní a marketingový ředitel firmy GTS Czech
- 2002-4: obchodní a marketingový ředitel Imaginet, o. z., patřila pod Český Telecom
- 2004-7: COO a CTO (plánování, výstavba, rozvoj a provoz telekomunikační sítě) ve firmě GTS Czech
- 2009-11: generální ředitel Mobilkom a.s. (mobilní operátor U:fon)[pozn. 1][7]
- 2011-12: CIO (Chief Information Officer - vrchní ředitel IT) firmy Eldorado LLC (součást PPF Group)
- 2012-13: projektový ředitel PPF Mobile Services (čtvrtý mobilní operátor) v PPF Group
- 2013-14: generální ředitel a majitel Revolution Mobile a.s.
- duben - červen 2014 - ředitel divize IT & Demand Management v O2 Czech Republic
- červenec 2014 - prosinec 2017: generální ředitel O2 Czech Republic
- červenec 2020 - : Zakladatel investiční skupiny Thein zaměřující se na technologické společnosti v oboru ICT, kyberbezpečnosti a průmyslu 4.0 [3]